# Instituto Internacional de Física
O Instituto Internacional de Física (IIF) está localizado em Natal, no estado brasileiro do Rio Grande do Norte. 
Administrado pela Universidade Federal do Rio Grande do Norte (UFRN), o instituto foi criado em outubro de 2009. Entretanto, sua sede (ainda em carater provisória) foi inaugurada em 24 de maio de 2010 pelo  Ministro da Ciência e Tecnologia, Sergio Machado Rezende, e pelo reitor da universidade, Ivonildo Rêgo. A construção do prédio proprio do instituto está prevista para breve.
A instituição foi formada a partir da transferência, para seus quadros, de pesquisadores visitantes e pós-doutores do Centro Internacional de Física da Matéria Condensada (CIFMC) da Universidade de Brasília (UnB).